# Zetor Z-25
Zetor 25 byl prvním traktorem firmy Zetor v Brně. Jeho konstruktéry byli Ing. František Musil a Dr. Ing. Jaroslav Miksch. První funkční model byl vyroben ve Zbrojovce Brno 14. 11. 1945. Prvních šest traktorů bylo slavnostně odevzdáno 15. 3. 1946, za měsíc bylo vyrobeno dalších 50 kusů. Značka Zetor byla zaregistrována až v srpnu roku 1946, v září byl traktor vystaven na veletrhu v Praze, poté sériově vyráběn. Do roku 1961 bylo vyrobeno ve Zbrojovce Brno a v Zetoru 158 570 kusů, z toho přes 97 tisíc kusů bylo určeno na vývoz.

## Typy

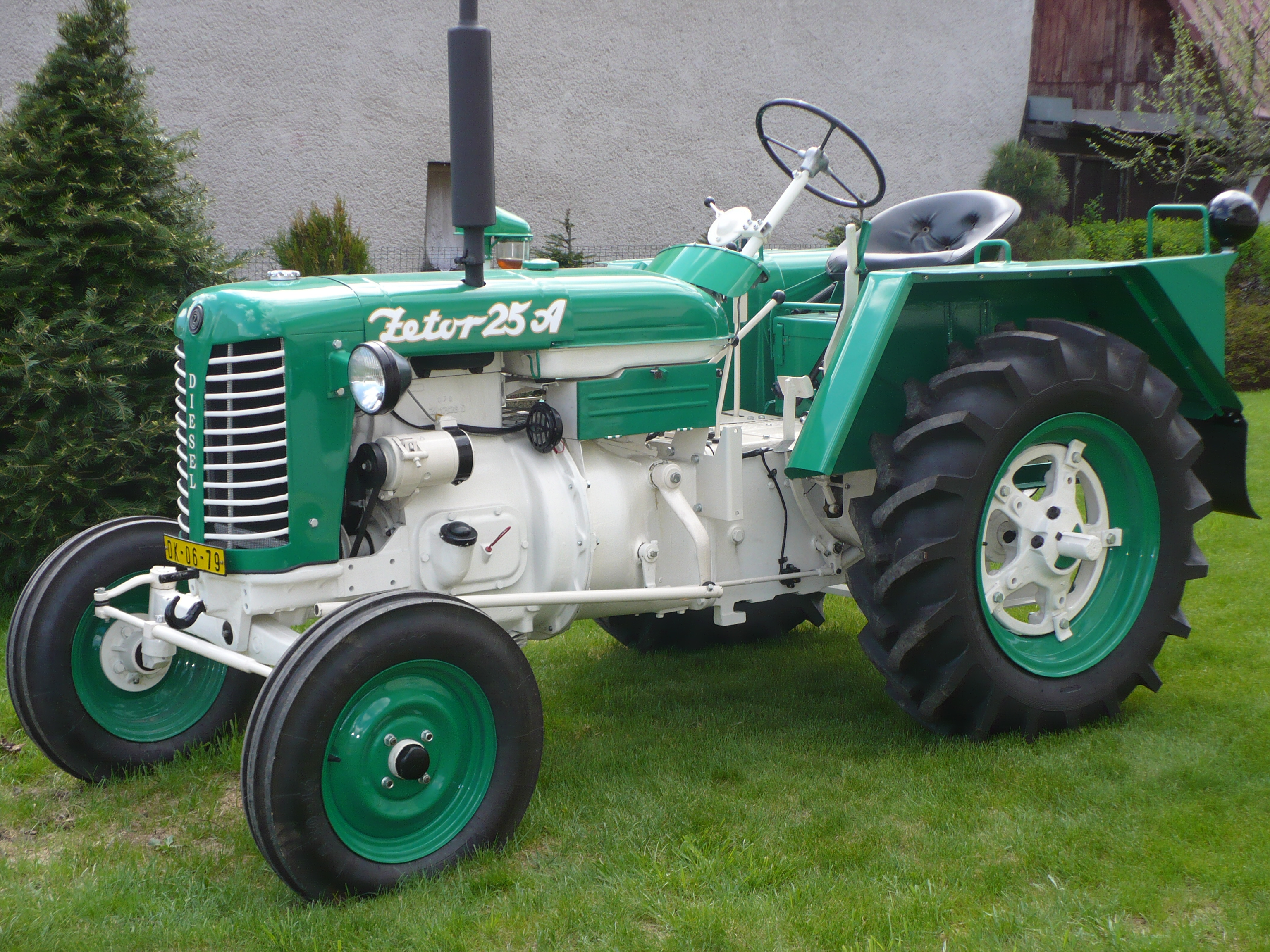
Zetor Z-25A bez závaží v zadních kolech

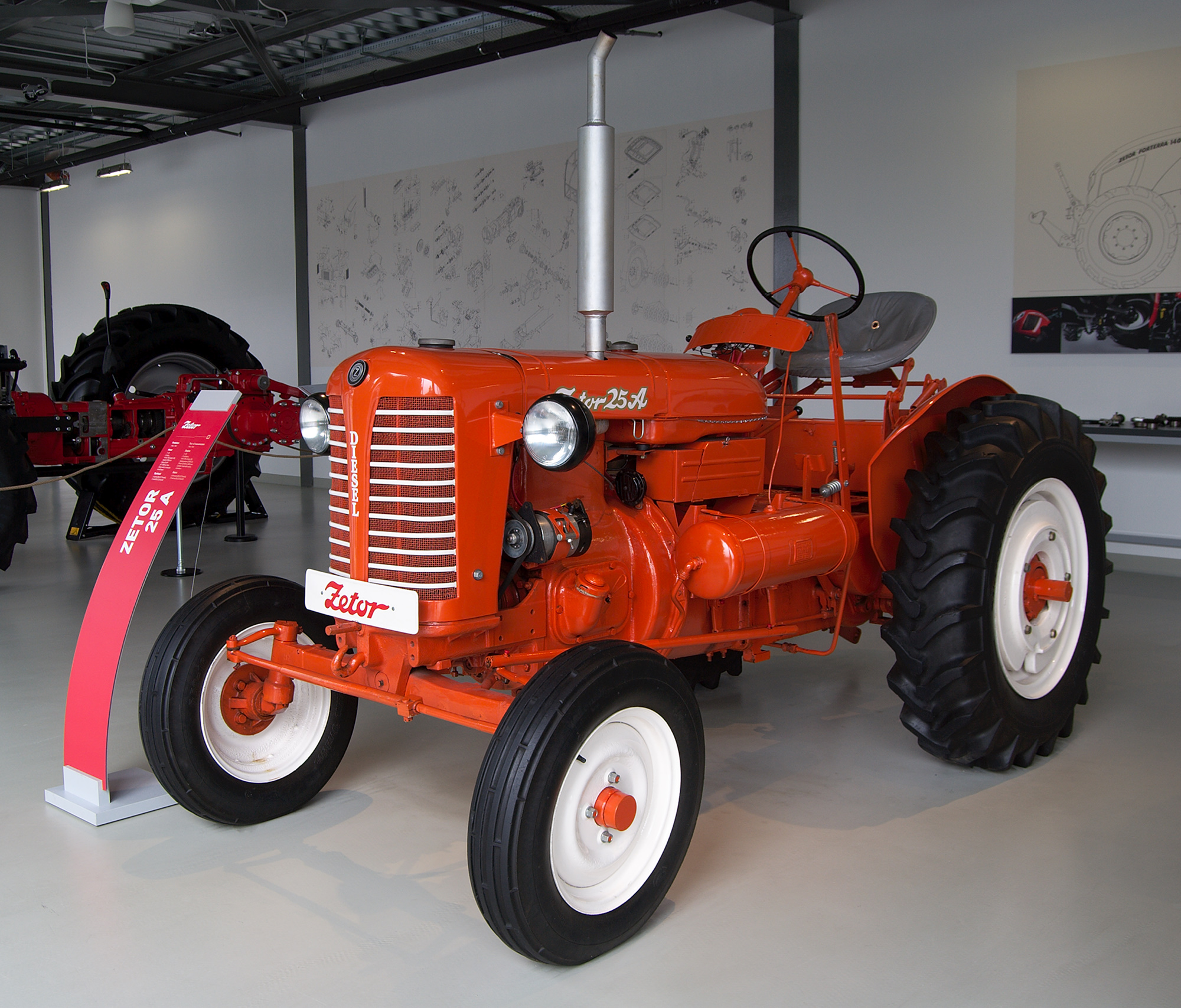
Zetor Z-25A

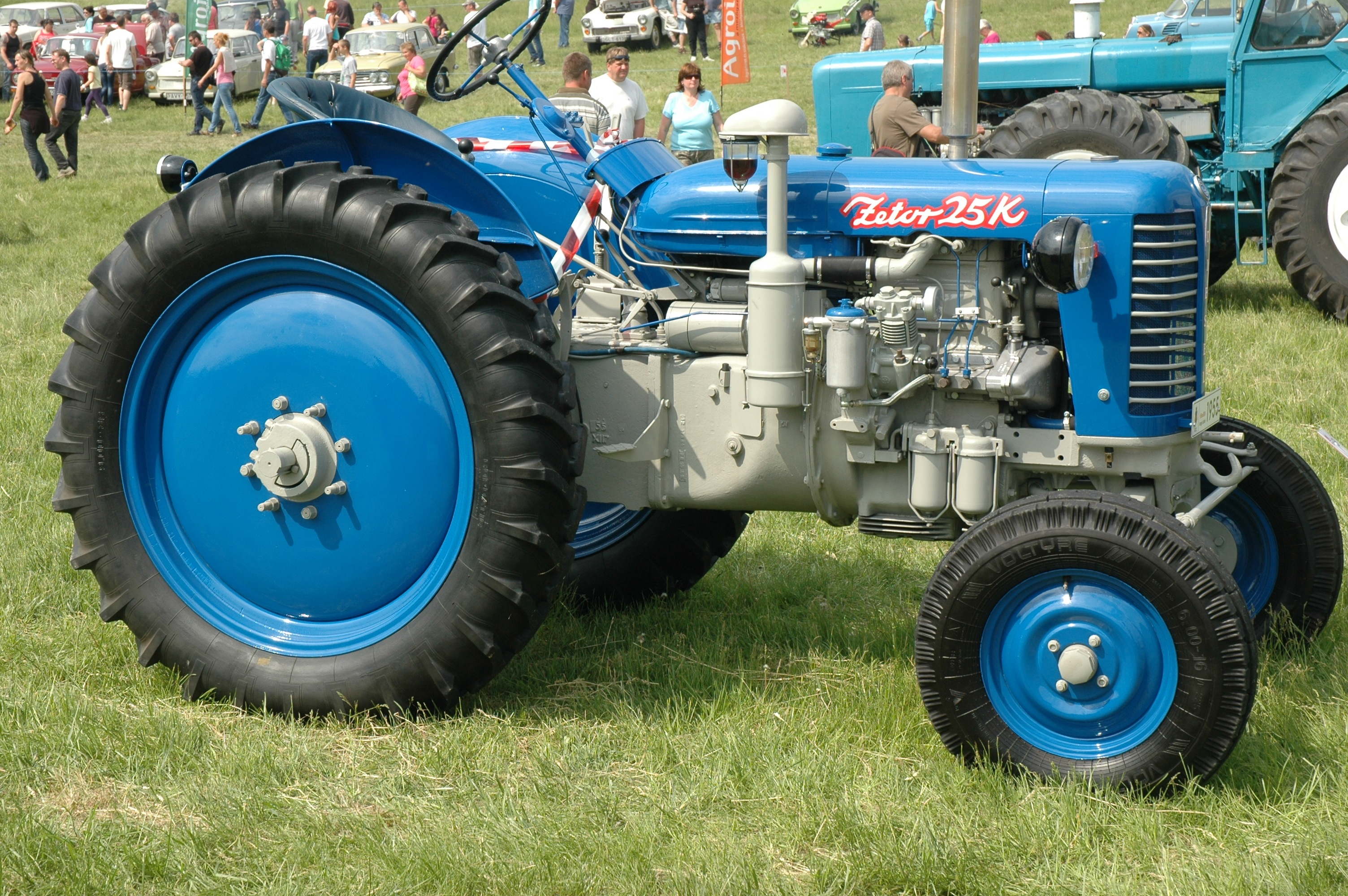
Zetor Z-25K

- Zetor 25 bez spodních táhel a startéru-první typ, později byl nahrazen typem Zetor 25A
- Zetor 25A (agregační) – tažný anebo nosný prostředek pro zemědělské stroje a zařízení
- Zetor 25K (kultivační) – kultivační traktor s hydraulickým zařízením pro nesené stroje

Traktory se vzájemně odlišovaly zejména přední nápravou, rozměry zadních pneumatik, maximálními otáčkami motoru, rozložením převodových stupňů a provedením závěsů. 
- Zetor 25A Z-76 – polopásové provedení
- Zetor 25H (sadař) – nebyl přímým výrobkem Zbrojovky Brno, písmeno H značí Strojní a traktorovou stanici (STS) Hodonín, která modifikovala původní typy Zetor 25K (např. rozbité nebo vyřazené z provozu) na traktory do sadu.

## Příslušenství
Ochranná kabina řidiče (pouze pro traktory s "hranatými blatníky"- Z-25A, Z-25, ty však nejsou na Zetoru 25 originál a nenajdete je v žádném seznamu náhradních dílu)
Plátěná kabina na “lízátka” (vyrobeno pouze 10 prototypových kusů)
Boční kosa dodávaná na Zetor 25, 25A, 25K
Ocelová orební kola do mokré nebo sypké půdy (pouze pro Z-25) - a) pouze zadní, b) sada pro všechna kola
Závaží na zadní kola (pro všechny tři typy Z-25A Z-25K, Z-25 Z-76)
Vzduchojem s kompresorem pro vzduchotlaké brzdy přívěsu (pro typy Z-25A Z-25K)

## Technické údaje Zetor 25A
- Pohon: dvouválcový čtyřtaktní vznětový, vodou chlazený motor Zetor
- Objem válců: 2 078 cm³
- Výkon: 26 k při 1 800 ot/min
- Hmotnost: 1 826 kg
- Délka: 3 200 mm
- Šířka: 1 820 mm
- Výška: 1 765 mm
- Spotřeba při orbě: 4 l/h, tj. 14,7 l/ha
- Převodovka: 6stupňová, 3 stupně polní, 3 stupně silniční

## Technické údaje Zetor 25K
- Pohon: dvouválcový čtyřtaktní vznětový vodou chlazený motor Zetor
- Objem válců: 2 078 cm³
- Výkon: 24 k při 1 600 ot/min
- Hmotnost: 1 828 kg
- Délka: 3 200 mm
- Šířka: 1 965 mm
- Výška: 1 910 mm
- Spotřeba při orbě: 4 l/h, tj. 14,8 l/ha
- Převodovka: 6stupňová, 3 stupně polní, 3 stupně silniční

## Technické údaje Zetor 25
- Pohon: dvouválcový čtyřtaktní vznětový vodou chlazený motor Zetor
- Objem válců: 2 078 cm³
- Výkon: 26 k při 1 800 ot/min
- Hmotnost: 1 826 kg
- Délka: 3 200 mm
- Šířka: 1 965 mm
- Výška: 1 600 mm
- Spotřeba při orbě: 4 l/h, tj. 14,8 l/ha
- Převodovka: 6stupňová, 3 stupně polní, 3 stupně silniční, šestý stupeň zablokovaný